# 나라소프트
주식회사 나라소프트(영어: NaraSoft)는 대한민국의 스마트스크린 기업이다. 골프, 야구, 테니스, 축구 등 20여종의 종목에 대한 스크린 스포츠 소프트웨어를 보유하고 있다.

## 역사
2002년에 설립되었으며 2018년 코넥스 시장에 상장하였다.